# Bridgeton (New Jersey)
Pour les articles homonymes, voir Bridgeton.
La ville de Bridgeton est le siège du comté de Cumberland, situé dans le sud-ouest de l'État du New Jersey, aux États-Unis.
Au recensement de 2010, la ville est peuplée de 25 349 habitants.

## Histoire

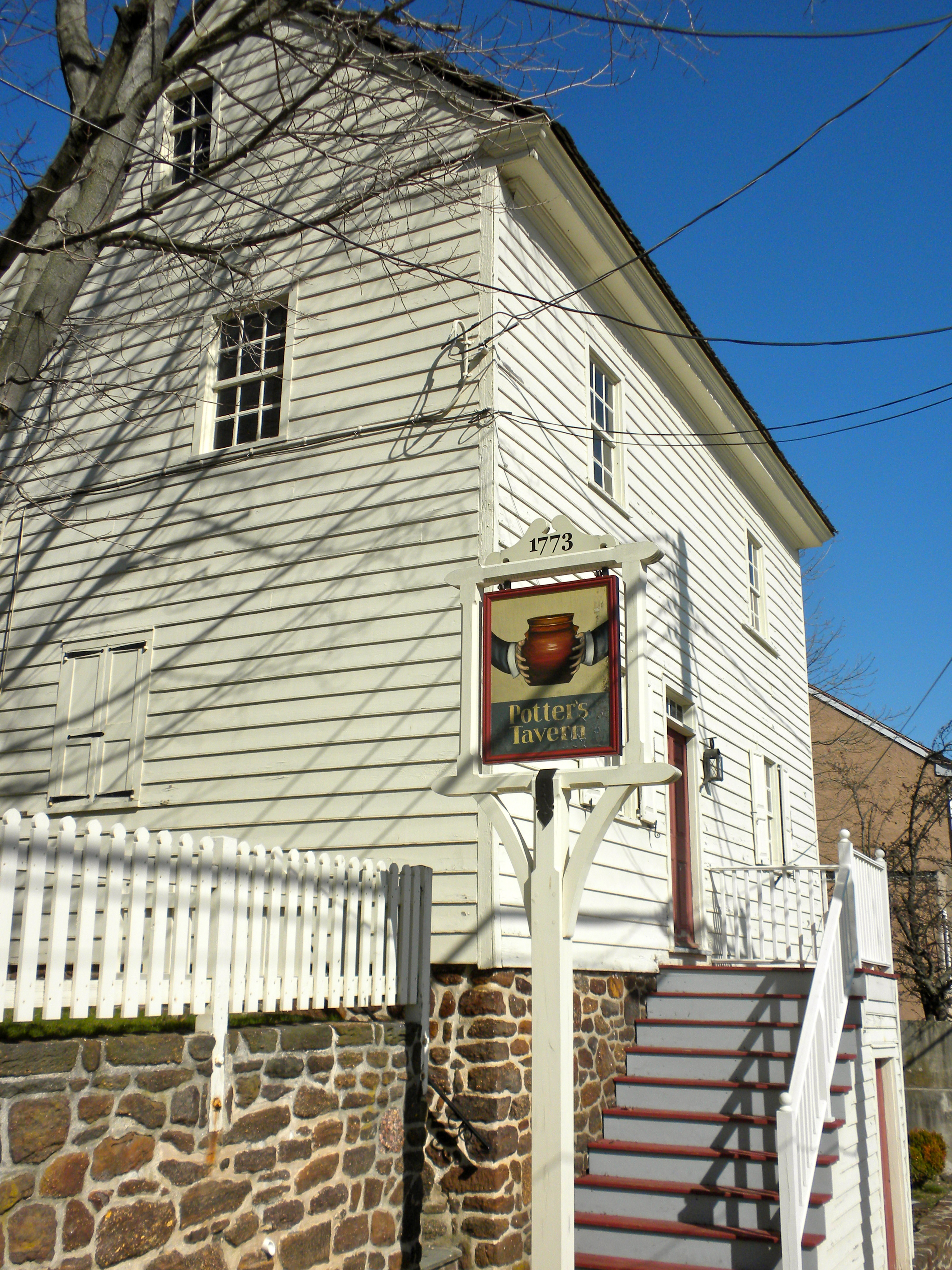
Potter's Tavern.

Dans cette région proche de l'Atlantique et bénéficiant de la présence de nombreux cours d'eau, l'installation humaine est millénaire ; à l'arrivée des européens, la nation amérindienne des Lenni-Lenapes (plus souvent appelés Delawares par les émigrants) y était installée et vivait de cultures agraires, de chasse et de pêche.
La première installation connue d'émigrants européens à l'emplacement de l'actuelle Bridgeton date de 1686, lorsqu'on y atteste la présence d'une scierie, propriété de Richard Hancock.
Bridgeton prend le statut de Township le 3 mars 1845 sur décision de l'Assemblée de l'État, se constituant à partir de quartiers issus du township de Deerfield. Vingt ans plus tard, en 1865, ce township et celui de Cohansey fusionnent, et Bridgeton obtient le statut de ville (City) à part entière.
Au lendemain de la Guerre de Sécession, Bridgeton bénéficie de nombreux avantages : une base industrielle déjà solide ; une situation géographique qui la place au centre des grands échanges commerciaux et au cœur d'une zone agricole très productive ; et des ressources éducatives remarquables (la ville abrite alors de grandes écoles comme le South Jersey Institute, la West Jersey Academy et deux académies de renom pour les femmes). Ces différents atouts lui permettent ainsi de prospérer au fil du XIXe siècle, aussi bien dans l'industrie et la fabrication du verre que du textile, du métal ou des machines. L'entreprise la plus notable de la ville est sans doute la Ferracute Machine Works Company, fondée et dirigée par Oberlin Smith (en) (1840-1926), inventeur fertile et philanthrope à qui l'on doit l'invention théorique du premier appareil d'enregistrement magnétique.
Les maisons victoriennes encore présentes en nombre dans la ville témoignent de la vitalité de la période allant des années 1880 aux années 1920, pendant lesquelles le centre-ville se construit.
Plus généralement, les bâtiments historiques sont nombreux à Bridgeton, et rappellent différentes périodes et événements vécus par la ville : Potter's Tavern par exemple, construit dans les années 1750 et toujours visible aujourd’hui, était un lieu de réunion pour les révolutionnaires américains, et aussi l'endroit où était imprimé le Plain Dealer, premier journal du New Jersey. Le quartier historique de Bridgeton abrite ainsi plus de 2 000 propriétés inscrites au registre national des lieux historiques, et constitue le plus vaste quartier historique de toutes les municipalités de l'État.

## Économie

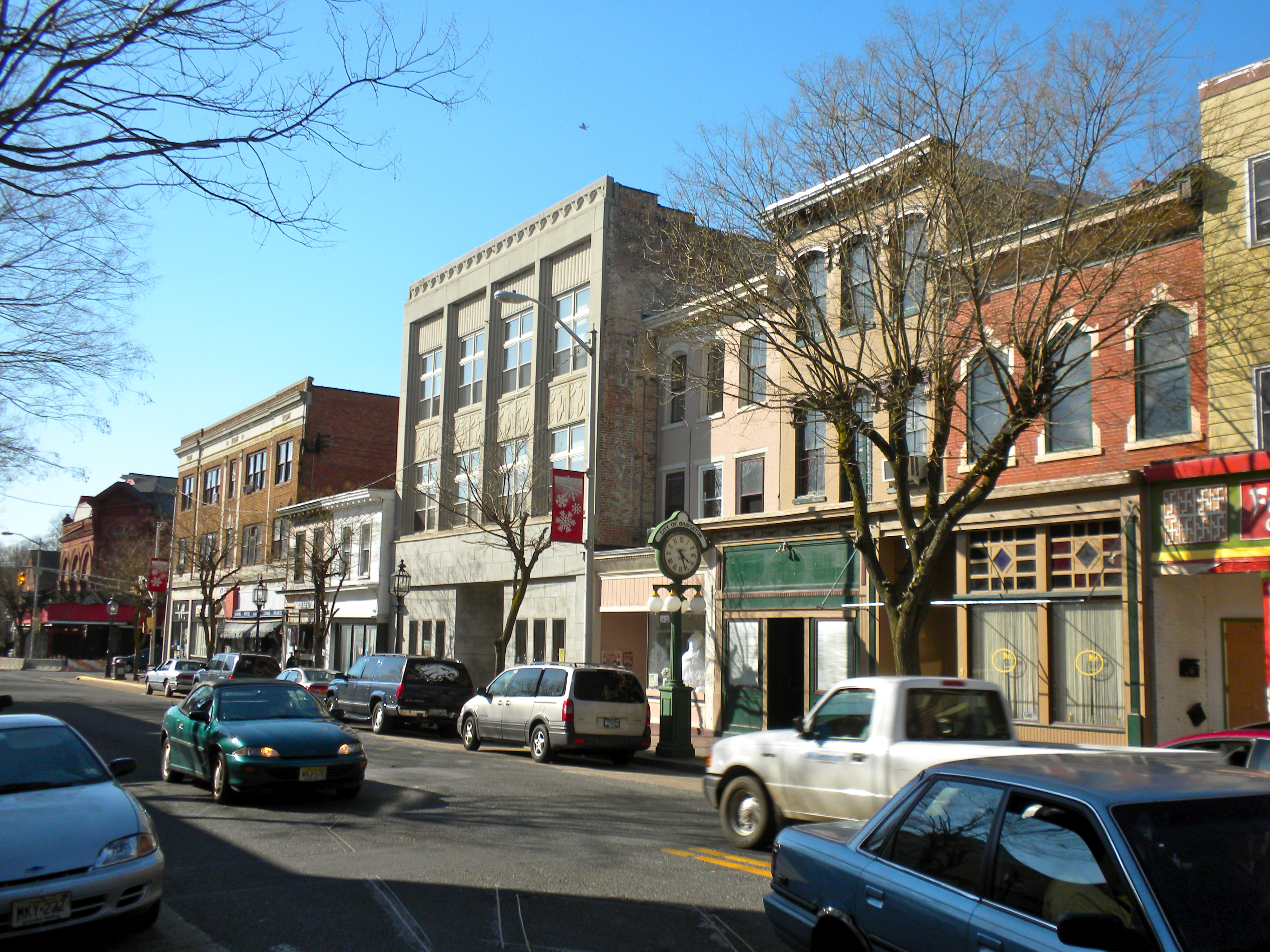
Centre-ville historique de Bridgeton (2010).

En dépit des succès industriels et économiques qui caractérisent la ville jusqu'au milieu du XXe siècle, les années 1980 éprouvent durement l'économie locale, avec la perte des dernières industries liées au verre et au textile. Les entreprises agricoles maintiennent toutefois leur activité, et continuent aujourd'hui encore d'attirer des travailleurs, souvent venus du Mexique pour trouver un emploi dans les pépinières ou dans les industries agro-alimentaires situées autour de la ville et qui font partie des plus productives du New Jersey.
Le centre-ville offre une variété de boutiques et restaurants, et mise d’ailleurs beaucoup sur son développement autour de la gastronomie et de la cuisine.

## Points d'intérêt
- Le zoo de Cohanzick, premier zoo du New Jersey, ouvre en 1934 et accueille de nombreux animaux exotiques, dont deux tigres blancs depuis 1997. Il s'agit d'une des attractions populaires les plus fréquentées de la région.
- Le musée indien George Woodruff abrite une vaste collection d'objets liés à la nation indigène des Lenapes.

## Personnalités nées dans la ville
- Lucius Elmer (en), (1793-1883), représentant du New Jersey au congrès de 1843 à 1845[2].
- James G. Hampton (en), (1814-1861), représentant du New Jersey de 1845 à 1849[3].
- Charles L. Harris (en), (1834-1910), général de la guerre de Sécession[4].
- Frank LoBiondo, (1946-..), représentant républicain du New Jersey depuis 1995[5]
- Elias P. Seeley, (1791-1846), gouverneur du New Jersey en 1833.